# Euryopis hebraea
Euryopis hebraea är en spindelart som beskrevs av Levy och Amitai 1981, och som enligt Catalogue of Life är endemisk för Israel.. Arten ingår i släktet Euryopis och familjen klotspindlar. Inga underarter finns listade i Catalogue of Life.